# 神戸市立名谷小学校
神戸市立名谷小学校（こうべしりつ みょうだにしょうがっこう）は、兵庫県神戸市垂水区名谷町に所在する公立小学校。

## 沿革
- 1873年（明治6年）3月3日　龍華小学校として開校。
- 1958年（昭和33年）校章制定。[1]
- 1973年（昭和48年）開校100周年。
- 1974年（昭和49年）東多聞地区を神戸市立多聞東小学校へ分離。
- 1975年（昭和50年）奥畑地区を神戸市立菅の台小学校へ分離。
- 1976年（昭和51年）福田地区を神戸市立福田小学校へ分離。
- 1982年（昭和57年）つつじが丘地区を神戸市立つつじが丘小学校へ分離。

## 通学区域
- 神戸市垂水区[2]
  - 名谷町（一部[3]）、神和台1 - 3丁目

※卒業後は基本的に神戸市立福田中学校に進学する。

## 校区周辺
- 福田川
- 垂水警察署 名谷交番

## 交通
- 神戸市バス 15系統、山陽バス 5・11・12・13・14・15・特15系統
  - 「名谷小学校前」[4]より

## 通学区域が隣接している学校
- 神戸市立千鳥が丘小学校
- 神戸市立福田小学校
- 神戸市立下畑台小学校
- 神戸市立つつじが丘小学校
- 神戸市立菅の台小学校
- 神戸市立東町小学校
- 神戸市立小束山小学校
- 神戸市立多井畑小学校